# Astragalus albovillosus
Astragalus albovillosus är en ärtväxtart. Astragalus albovillosus ingår i släktet vedlar, och familjen ärtväxter.

## Underarter
Arten delas in i följande underarter:
- A. a. albovillosus
- A. a. nigrescens